# Tito Mussidio Polliano
Tito Mussidio Polliano (in latino Titus Mussidius Pollianus; 2 a.C. circa – tra 48 e 54) è stato un magistrato e senatore romano, console dell'Impero romano.

## Biografia
Polliano apparteneva alla gens Mussidia, ritenuta originariamente proveniente dalla città di Sulmo ma più probabilmente, invece, di provenienza sannita (probabilmente dal territorio frentano e marrucino). La gens era entrata in senato in età triumvirale con il nonno di Polliano, Lucio Mussidio Longo, quattuorvir monetalis del 43/42 a.C. Questi ebbe come figli Tito Mussidio, attestato come IVvir viarum curandarum, questore e tribuno della plebe, e Lucio Mussidio, arrivato in età augustea fino al proconsolato pretorio di Sicilia dopo il 21 a.C. Figlio di Tito Mussidio e di una Pollia fu proprio Polliano, nato sotto Augusto.
La carriera di Polliano è ben nota grazie ad un'epigrafe romana: egli fu, in quest'ordine, Xvir stlitibus iudicandis, questore, tribuno della plebe, pretore, curator viarum, praefectus frumenti dandi ex senatus consulto, proconsole pretorio della provincia di Gallia Narbonense (probabilmente tra 35 e 37), e infine console. Il consolato di Polliano, a lungo ritenuto di età tiberiana, è invece stato saldamente fissato agli inizi dell'età di Claudio: egli fu infatti console suffetto insieme a Tito Axio o nel luglio-ottobre del 44 o nel luglio-agosto del 45.
Un'altra epigrafe recentemente attribuita a Polliano aggiunge alle cariche citate sopra anche una adlectio inter patricios: evidentemente, Polliano fu elevato al rango di patrizio durante la censura di Claudio e Vitellio nel 47/48. È stato proposto che Polliano sia morto nella seconda metà del principato di Claudio, entro quindi il 54. In ogni caso, il nuovo status della famiglia dovette giovare al figlio Mussidio Polliano, che fu infatti questore alle dirette dipendenze del princeps Nerone e pretore, per poi purtroppo morire durante la sua pretura.